# Lunca Bradului
Lunca Bradului (in ungherese Palotailva) è un comune della Romania di 2141 abitanti, ubicato nel distretto di Mureș, nella regione storica della Transilvania. 
Il comune è formato dall'unione di 3 villaggi: Lunca Bradului, Neagra, Sălard.